# Municipio de Ottumwa
El municipio de Ottumwa (en inglés: Ottumwa Township) es un municipio ubicado en el condado de Coffey en el estado estadounidense de Kansas. En el año 2010 tenía una población de 716 habitantes y una densidad poblacional de 5,25 personas por km².

## Geografía
El municipio de Ottumwa se encuentra ubicado en las coordenadas 38°17′46″N 95°44′55″O / 38.29611, -95.74861. Según la Oficina del Censo de los Estados Unidos, el municipio tiene una superficie total de 136.4 km², de la cual 121,99 km² corresponden a tierra firme y (10,57 %) 14,41 km² es agua.

## Demografía
Según el censo de 2010, había 716 personas residiendo en el municipio de Ottumwa. La densidad de población era de 5,25 hab./km². De los 716 habitantes, el municipio de Ottumwa estaba compuesto por el 95,53 % blancos, el 1,26 % eran afroamericanos, el 0,84 % eran amerindios, el 0,42 % eran asiáticos, el 0,42 % eran de otras razas y el 1,54 % eran de una mezcla de razas. Del total de la población el 2,09 % eran hispanos o latinos de cualquier raza.